# 16 mars 2002
Le samedi 16 mars 2002 est le 75e jour de l'année 2002.

## Décès
- Alfredo de Goyeneche y Moreno (né le 15 décembre 1937), cavalier et ingénieur espagnol
- Carmelo Bene (né le 1er septembre 1937), auteur dramatique, metteur en scène, décorateur, acteur et cinéaste
- Celso Pucci (né le 15 janvier 1960), musicien et journaliste brésilien
- Danilo Stojković (né le 11 août 1934), acteur serbe
- Ernst Künnecke (né le 3 janvier 1938), footballeur allemand
- Isaías Duarte Cancino (né le 15 février 1939), archevêque de Cali
- Jean-Jacques Steen (né le 31 juillet 1920), acteur français

## Événements
- Découverte des astéroïdes : 
  - (135561) Tautvaisiene
  - (151430) Nemunas
  - 73059 Kaunas
  - 95593 Azusienis
- Début du championnats du monde de patinage artistique 2002
- Création du parc Walt Disney Studios
- Conseil européen à Barcelone, où la France obtient des garanties sur le service public dans le processus de libéralisation du gaz et de l'électricité ; une manifestation à l'issue du Conseil rassemble trois cent mille manifestants anti-mondialisation.
- À Paris, trois incendies criminels détruisent la billetterie « grandes lignes » et le PC de la gare Saint-Lazare.
- En Colombie, assassinat de l'archevêque de Cali, Isaías Duarte Cancino, qui s'apprêtait à témoigner devant la justice, sur les liens entre le trafic de drogue et la politique.